# Abierto de Estados Unidos 1990

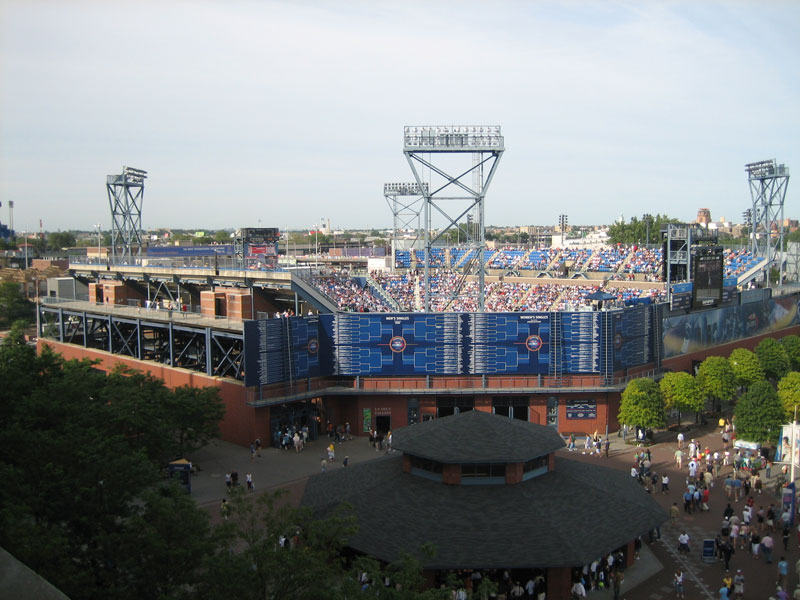
Pista Louis Armstrong Stadium, una de las sedes del Abierto de Estados Unidos.

Lista de los campeones del Abierto de Estados Unidos de 1990:

## Individual masculino
Pete Sampras (USA) d. Andre Agassi (USA), 6–4, 6–3, 6–2

## Individual femenino
Gabriela Sabatini (Argentina) d. Steffi Graf (ALE), 6–2, 7–6(7–4)

## Dobles masculino
Pieter Aldrich(RSA)/Danie Visser (RSA)

## Dobles femenino
Gigi Fernández (USA)/Martina Navratilova (USA)

## Dobles mixto
Elizabeth Smylie (AUS)/Todd Woodbridge (AUS)
| Predecesor: 1989                         | Abierto de Estados Unidos 1990 | Sucesor: 1991                      |
| Predecesor: Campeonato de Wimbledon 1990 | Grand Slam 1990                | Sucesor: Abierto de Australia 1991 |

- Datos: Q221492